# Avenida Alemania (Temuco)
La avenida Alemania es una arteria vial de la comuna chilena de Temuco, capital y ciudad más poblada de la Región de La Araucanía, en el macrosector Poniente de la ciudad.

## Recorrido
La avenida comienza por el oriente en la intersección con la avenida Prieto Norte, siendo la prolongación de la calle Manuel Montt, ubicada en el sector Centro de la ciudad, mientras que al poniente finaliza en la intersección con la calle Javiera Carrera, prolongándose con la avenida Gabriela Mistral. 

## Historia
El odónimo de la avenida se debe a que en dicho lugar se estableció la comunidad de inmigrantes alemanes, quienes en su mayoría llegaron por el fenómeno de migración campo-ciudad producido desde las localidades más pequeñas de la zona que fueron parte de la colonización europea de la Araucanía. En 1972 se inauguró en la avenida el segundo templo de la Iglesia luterana de Temuco, una comunidad protestante bilingüe de español y alemán. Entre 1969 y 1970, el Museo Regional de la Araucanía se trasladó a la casona que lo alberga en la actualidad, la cual era propiedad de la Familia Thiers.
Pese a que históricamente fue diseñado como un sector netamente residencial, con casas quintas construidas principalmente con el estilo arquitectónico colonial alemán y siguiendo el modelo urbanístico de ciudad jardín, el crecimiento demográfico de la ciudad fue convirtiendo a la avenida en un área comercial, como una especie de extensión del centro urbano, donde además en la actualidad, se construyeron edificios de oficinas y departamentos. En 2005 fue inaugurado el Portal Temuco entre las calles Francia y España, manteniéndose desde su apertura como el centro comercial más grande de la ciudad y de toda la Región de La Araucanía.

## Galería

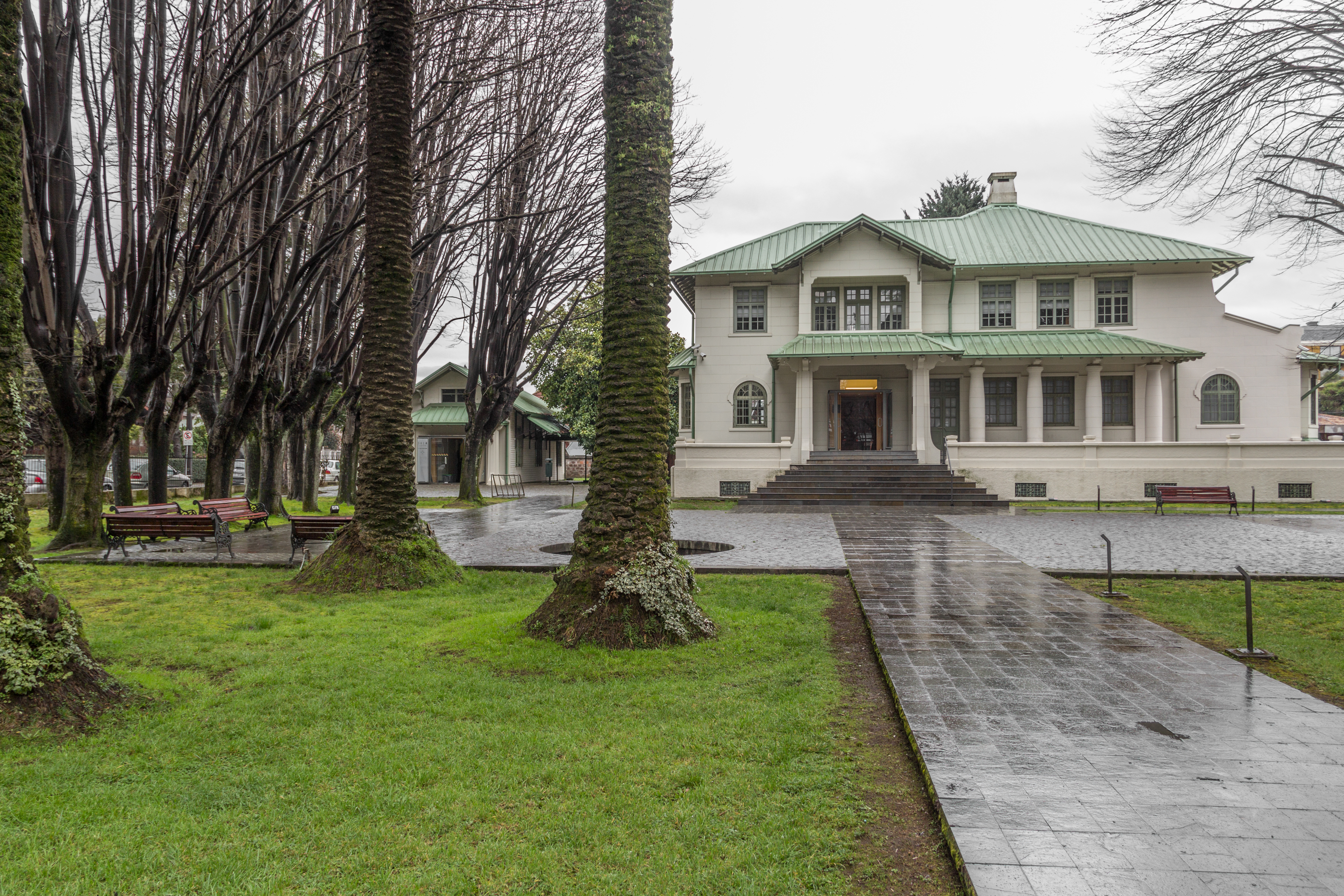
Casa y parque Carlos Thiers, sede del Museo Regional Araucanía
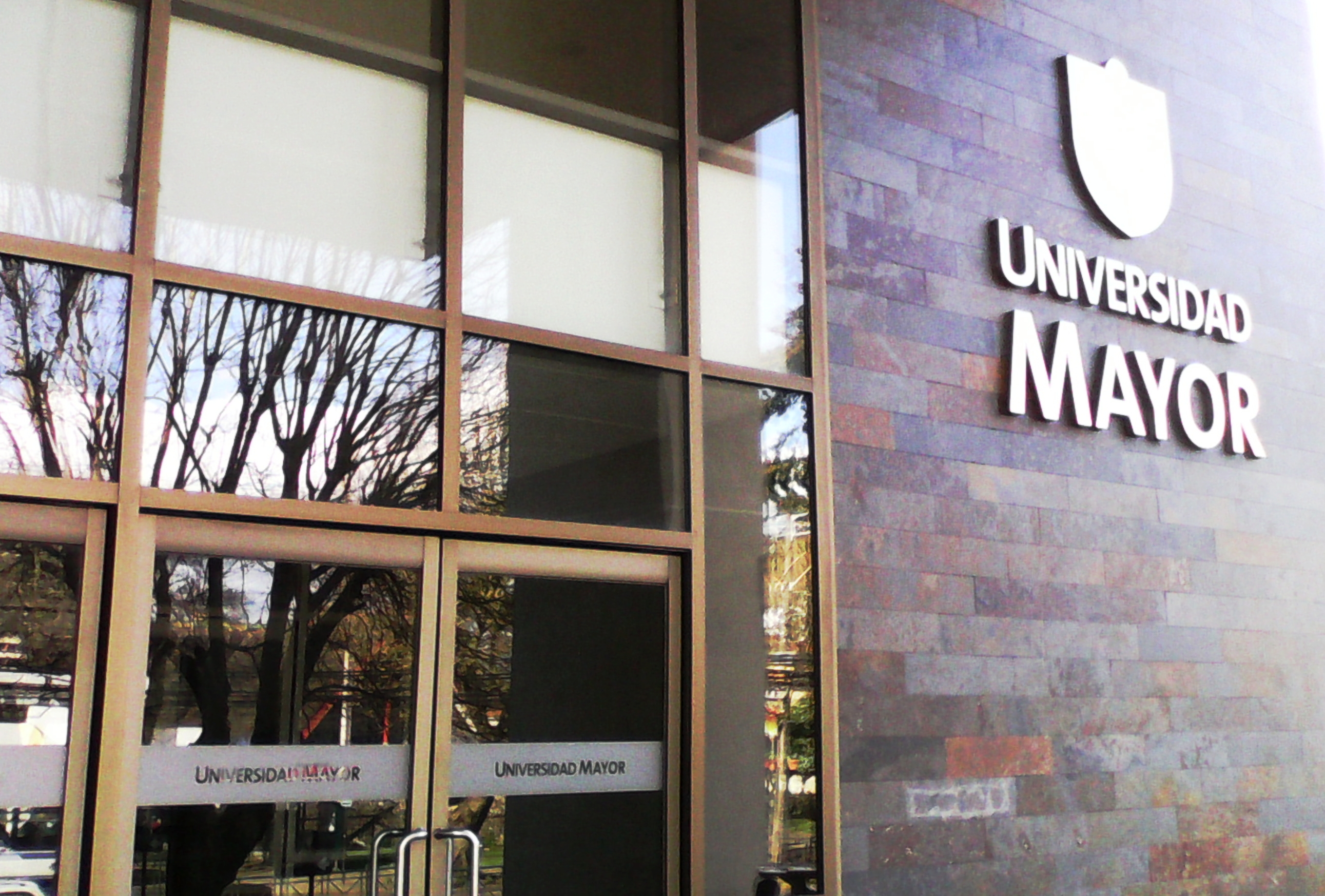
Sede Temuco de la Universidad Mayor
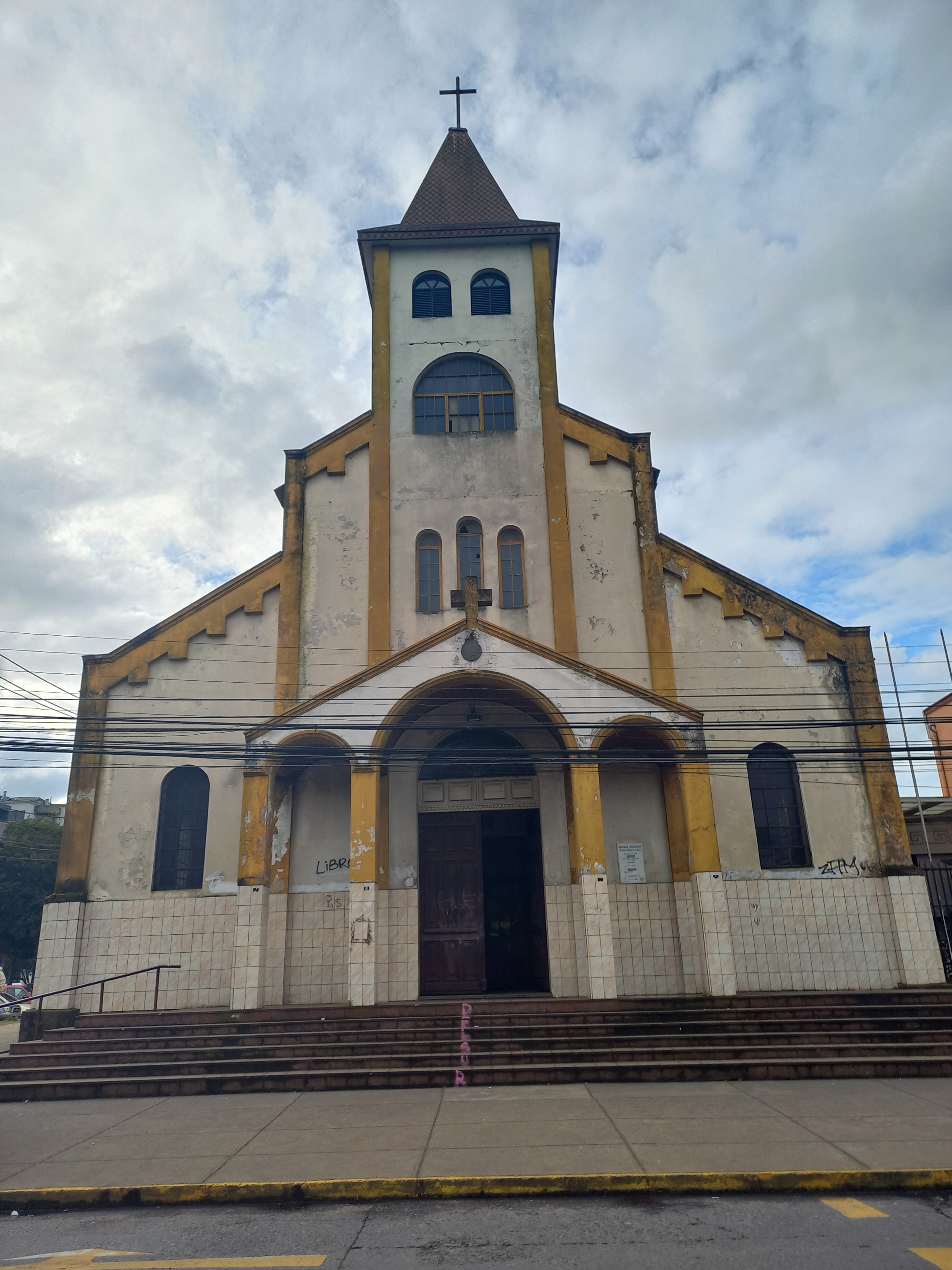
Iglesia San Francisco de Temuco, su ubicación simboliza el inicio de la Avenida Alemania hacia el Poniente.
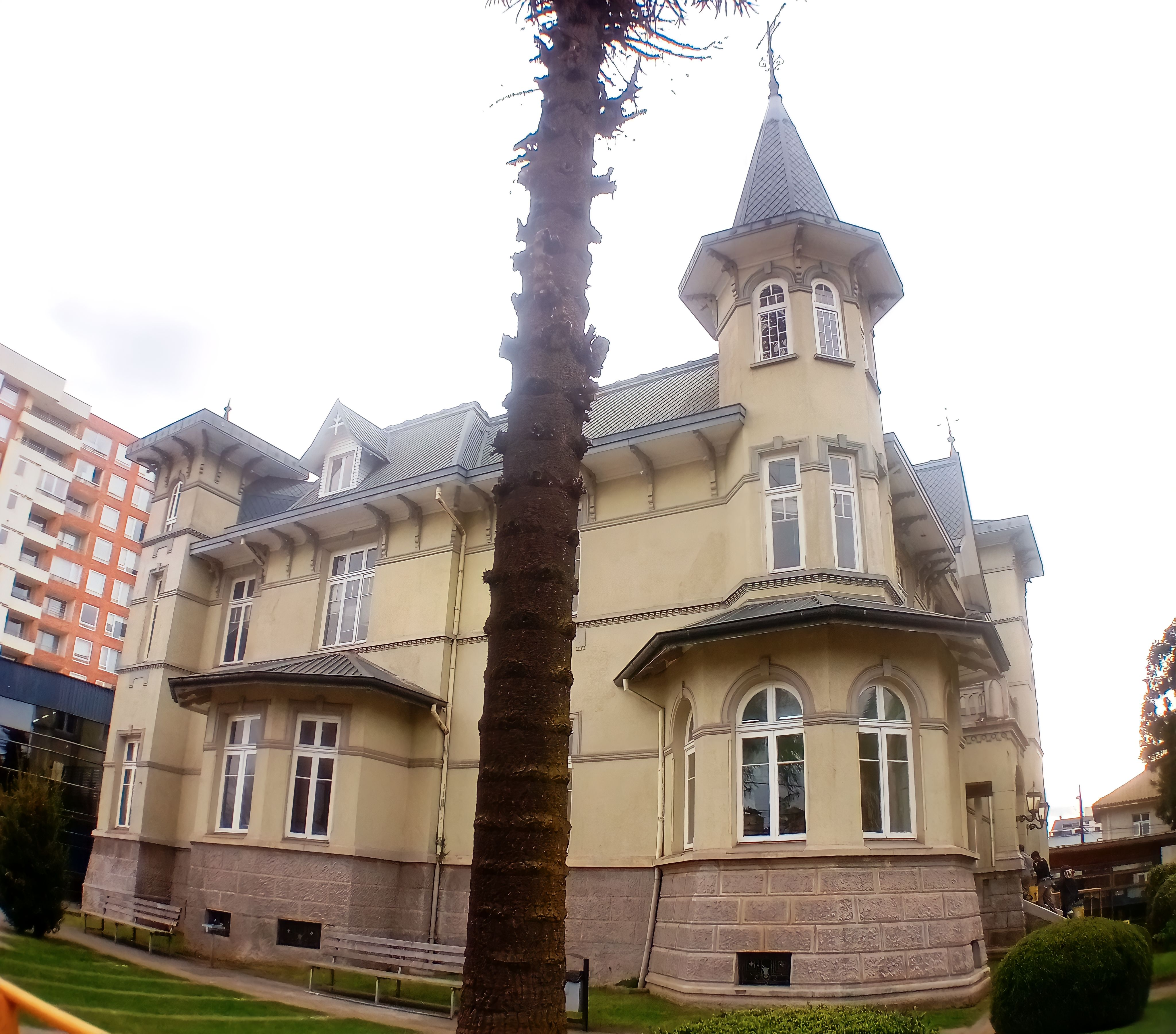
Campus Menchaca Lira de la Universidad Católica de Temuco.
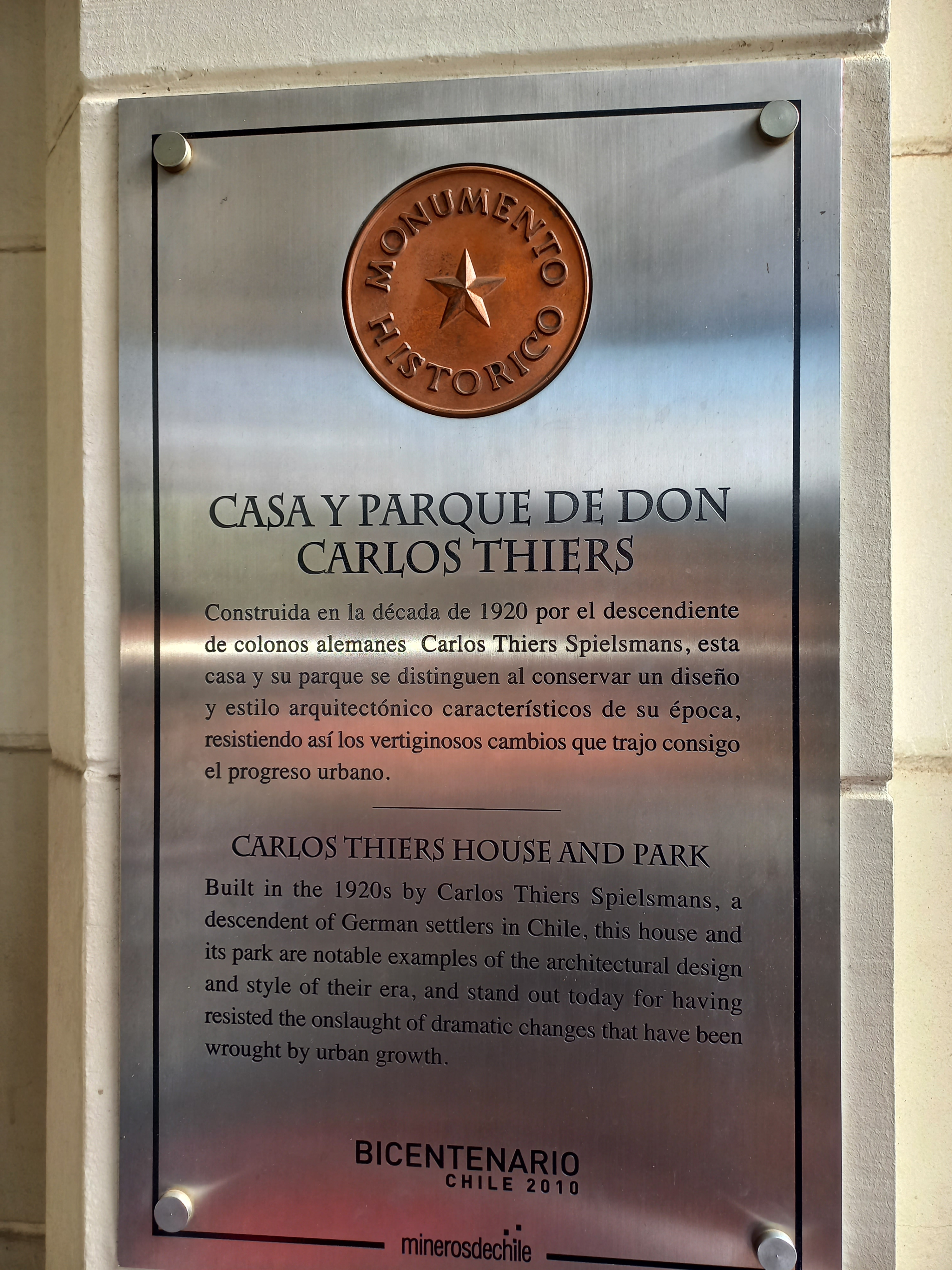
Placa en conmemoración de la casa y parque de Don Carlos Thiers en el frontis del Museo Regional de la Araucanía.